# Вилијам I од Вероне
Виљем I од Вероне (итал. Guglielmo I da Verona, умро 1263.) је био владар централног терзиера, или трећег, господства Негропонте у франачкој Грчкој од 1216. до 1263. године. Био је и титуларни краљ Солуна од 1243 до 1246.године.
Био је ожењен Хеленом Анђел, ћерком деспота Манојла Анђела Комнина Дуке.